# George Maxwell (político australiano)
George Arnot Maxwell (30 de abril de 1859 - 25 de junio de 1935) fue un abogado y político australiano. Fue uno de los principales abogados (barrister) de Melbourne, especializado en derecho penal. También fue miembro de la Cámara de Representantes de Australia desde 1917 hasta su muerte en 1935.

## Primeros años
Maxwell nació en Montrose, (Escocia) y se educó en Fife. Emigró a Australia con su familia en 1875. Trabajó brevemente como jackaroo y luego completó su matrícula en Melbourne en 1881.
Posteriormente enseñó en escuelas de Melbourne, incluida la Caulfield Grammar School, mientras estudiaba artes y derecho en la Universidad de Melbourne, donde desde 1884 fue estudiante del Trinity College. Su formación temprana y sus experiencias para su carrera posterior como abogado y político se pueden ver en sus actividades estudiantiles. En julio de 1884, junto con el estudiante de Trinity Ernest Selwyn Hughes, fue uno de los fundadores de la Sociedad Shakspeare [sic] de la Universidad de Melbourne, y ganó el Premio Sir Wigram Allen de Oratoria otorgado por la Sociedad Dialéctica del Trinity College en diciembre del mismo año. En 1889, Maxwell fue nombrado prelector de la sociedad del debate de la sociedad.

## Abogacía
Maxwell fue admitido en el Colegio de Abogados de Victoria (Victorian Bar) en 1891 y desarrolló una exitosa práctica legal especializada en derecho penal. Finalmente fue nombrado King's Counsel (KC) en 1926. Arthur Dean lo consideraba "más allá de toda duda el mejor defensor penal [victoriano] de los tiempos modernos" y Robert Menzies lo describió como "el mejor defensor penal que jamás haya escuchado".
Uno de los casos más notables de Maxwell fue el juicio por asesinato de Gun Alley en 1921, en el que tuvo a Tom Brennan como su ayudante. Su cliente, Colin Campbell Ross, fue condenado por el asesinato de una niña de 12 años y posteriormente ejecutado, en lo que llegó a considerarse un error judicial.

## Carrera política
Maxwell se postuló sin éxito para varios escaños de la Asamblea Legislativa de Victoria: Collingwood en 1891; Prahran en 1897; Warrnambool en 1900; Carlton en 1902 y Evelyn en 1914. Sin embargo, ganó el escaño de Fawkner en la Cámara de Representantes australiana para el Nationalist Party en las elecciones de 1917. Ya en el parlamento, observó con preocupación lo que consideraba como el seccionalismo del Country Party y los laboristas y, siguiendo su conciencia, votó en contra del gobierno de Bruce-Page en una serie de asuntos en 1929. Fue uno de los seis nacionalistas, entre ellos Billy Hughes, que derrocaron al gobierno votando en contra del proyecto de ley de industrias marítimas y, como resultado, no tuvieron oposición por parte de los laboristas en las elecciones de 1929. Se unió al Australian Party de Hughes, pero renunció en mayo de 1930 y quedó como independiente hasta que se unió al Partido Australia Unida (United Australia Party) en 1931.

## Vida personal
Maxwell contrajo matrimonio con Jean Russell Ross en 1896 y tuvieron cuatro hijas y un hijo. Maxwell perdió la vista de un ojo en 1920 y la mayor parte de la vista del otro en 1921, quedando ya totalmente ciego en 1929. Tras su muerte en su casa en el suburbio de Canterbury, en Melbourne, su escaño de Fawkner fue ganado por un joven Harold Holt, futuro primer ministro australiano. Su hija, Ray Arnot Maxwell, contrajo matrimonio el 19 de diciembre de 1930 con Ulrich Ruegg Ellis (1904-1981) un periodista, activista político e historiador australiano. Ulrich fue conocido por su trabajo en el desarrollo de Canberra, su participación en las propuestas para los nuevos estados australianos y su trabajo entre bastidores con el Country Party, germen del actual Partido Nacional de Australia. Era el hermano menor del escritor Malcolm Henry Ellis.

## Distinciones
- Consejero del rey King's Counsel (KC), 1929

## Cargos
| Parlamento australiano    | |                      |
| Predecesor: Joseph Hannan | Miembro del Parlamento australiano por la División de Fawkner 5 de mayo de 1917 24 de junio de 1935 | Sucesor: Harold Holt |